# Fryer
Fryer je priimek več oseb:
- Robert Eliot Fryer, britanski general
- Wilfred George Fryer, britanski general